# În numele justiției
Dispărută în noapte sau În numele justiției (titlu originar în engleză Gone in the Night) este un film dramatic american din 1996.

## Rezumat
La 10 septembrie 1988, Jaclyn Dowaliby, în vârstă de 7 ani, a fost răpită de acasă în toiul nopții. Doi ani mai târziu, în 1990, tatăl adoptiv al lui Cynthia și Jaclyn, David Dowaliby, a fost judecat pentru uciderea fiicei lor. Cynthia a fost achitată de judecător pe motiv că dovezile erau insuficiente, însă David a fost judecat și condamnat pentru moartea fiicei sale la un total de 45 de ani de închisoare. Condamnarea sa s-a datorat în parte faptului că juriului i-au fost arătate fotografii ale unei uși de dulap, cu găuri de pumn în ea. S-a dovedit ulterior că aceste stricăciuni s-au produs înainte ca David să se mute în casă.
În 1991, condamnarea lui David a fost anulată când Curtea de Apel din Illinois a anulat condamnarea, considerând că probele împotriva sa nu au fost mai probante decât cele împotriva soției sale. Crima lui Jaclyn rămâne nerezolvată.

## Distribuție
- Shannen Doherty - Cynthia Dowaliby
- Kevin Dillon - David Dowaliby
- Ed Asner - Detective John Waters
- Dixie Carter - Ann Dowaliby
- James Anthony - Detective Foley
- Jeanne Averill - Debbie Sanborn
- Michael Brandon - David Protess
- Billy Burke - Rob Kinney
- Kevin Brief - Terry Summers
- Devon Arielle Cahill - Jaclyn Dowaliby
- Walter Coppage - Hugh Gordon
- Trina Creighton - Kristi Carter
- Ellen Dubin - Mary Ann Brown
- Brett Murray - Davey Dowaliby
- Sarah Phipps - asistenta